# 파블로 이바녜스
파블로 이바녜스 테바르(스페인어: Pablo Ibáñez Tébar)는 스페인의 축구 수비수이다. 간단히 파블로라는 이름으로 불리는 그는 2006년 FIFA 월드컵에 참가한 바 있다.